# Зоя Жекелі
Зоя Жекелі (нар. 5 травня 2003, Будапешт) — угорська гімнастка. Срібна та бронзова призерка чемпіонату Європи.

## Спортивна кар'єра

#### 2020
На чемпіонаті Європи, що проходив під час пандемії коронавірусу в Мерсіні, Туреччина, у фіналі командних змагань спільно з Софією Ковач, Ценге Марією Баскай, Міртіль Маковіц та Доріною Боезоего вибороли бронзову нагороду. У фіналі на різновисоких брусах з результатом 13,550 балів здобула срібну нагороду, поступившись співвітчизниці Софії Ковач.

## Результати на турнірах
| Рік  | Змагання                  | КБ | ІБ | Опорний стрибок | Різновисокі бруси | Колода | Вільні вправи |
| ---- | ------------------------- | -- | -- | --------------- | ----------------- | ------ | ------------- |
| 2019 | Кубок світу в Досі        |    |    |                 | 11                | 30     |               |
| 2019 | Чемпіонат Європи          |    | 59 |                 |                   |        |               |
| 2019 | Кубок виклику в Копері    |    |    |                 | 4                 |        |               |
| 2020 | Кубок виклику в Сомбатгеї |    |    |                 | 6                 |        | 7             |
| 2020 | Чемпіонат Угорщини        |    | 1  | 3               | 2                 |        | 3             |
| 2020 | Чемпіонат Європи          | 3  |    |                 | 2                 |        | 7             |
| 2021 | Чемпіонат Європи          |    | 16 |                 |                   |        |               |
| 2021 | Кубок виклику в Каїрі     |    |    |                 |                   | 5      | 1             |
| 2021 | FIT Challenge             | 9  | 48 |                 | 6                 |        |               |
| 2021 | Кубок виклику в Копері    |    |    |                 | 2                 | 3      |               |
| 2021 | Кубок виклику в Мерсіні   |    |    |                 | 1                 |        |               |